# Shohreh Aghdashloo
Shohreh Aghdashloo (Perzisch: شهره آغداشلو), meisjesnaam Shohreh Vaziri-Tabar (Perzisch: شهره وزیری‌تبار) (Teheran, 11 mei 1952) is een Iraans–Amerikaans actrice. Ze werd in 2004 genomineerd voor een Academy Award voor haar bijrol in House of Sand and Fog.
Aghdashloo dankt haar achternaam aan haar eerste echtgenoot Aydin Aghdashloo, met wie ze van 1972 tot en met 1980 getrouwd was. Ze hertrouwde in 1987 met Houshang Touzie, maar bleef de naam Aghdashloo dragen. Met Touzie kreeg ze dochter Tara.
Aghdashloo groeide op in haar geboorteland, waar ze een nationaal bekende actrice werd in doorgaans in het Perzisch ('Farsi') gesproken films. Toen in 1979 de Iraanse Revolutie losbrak, vertrok ze naar Engeland om daar haar opleiding af te maken. Zodoende behaalde ze een BA in Internationale Relaties.
Aghdashloo wilde graag door als actrice en kwam zo in 1987 terecht in Los Angeles. Daar viel het haar in eerste instantie niet mee om aan rollen te komen, mede vanwege haar niet accentloze Engels. Na enkele optredens in bescheiden titels, brak ze in 2003 door in Hollywood dankzij haar bijrol in de boekverfilming House of Sand and Fog, waarvoor ze voor een Oscar werd genomineerd.

## Filmografie
*Exclusief televisiefilms waarvan geen pagina bestaat
- Damsel (2024)
- Ghostbusters: Afterlife (2021)
- The Cuban (2019)
- A Simple Wedding (2018)
- The Promise (2016)
- Star Trek: Beyond (2016)
- On the Inside (2009)
- The Stoning of Soraya M. (2008)
- The Sisterhood of the Traveling Pants 2 (2008)
- The Nativity Story (2006)
- The Lake House (2006)
- X-Men: The Last Stand (2006)
- American Dreamz (2006)
- The Exorcism of Emily Rose (2005)
- Babak & Friends: A First Norooz (2005)
- The Secret Service (2004, televisiefilm)
- House of Sand and Fog (2003)
- Possessed (2002)
- Maryam (2002)
- America So Beautiful (2001)
- Surviving Paradise (2000)
- Twenty Bucks (1993)
- Raha (film) (1991)
- Guests of Hotel Astoria (1989)
- Sooteh-Delan (1978, aka Desiderium)
- Gozaresh (1977, aka The Report)
- Shatranje bad (1976, aka The Chess Game of the Wind)

## Televisieseries
*Exclusief eenmalige gastrollen
- Impulse - Fatima (2019, drie afleveringen)
- The Lion Guard - stem Queen Janna (2019, vier afleveringen)
- The Punisher - Farah Madani (2017, vier afleveringen)
- The Expanse - Chrisjen Avasarala (2015-2022)
- House of Saddam - Sajida Khairallah Talfah (2008, vier afleveringen)
- Smith - Charlie (2006-2007, zeven afleveringen)
- 24 - Dina Araz (2005, twaalf afleveringen)

## Filmografie
- Biblioteca Nacional de España: XX5267140
- Bibliothèque nationale de France: cb16732471x (data)
- Catàleg d'autoritats de noms i títols de Catalunya: 981058513703106706
- Gemeinsame Normdatei: 1104189453
- International Standard Name Identifier: 0000 0000 6786 973X
- Library of Congress Control Number: no2005031500
- Nationale Bibliotheek van Tsjechië: xx0318868
- Nationale Bibliotheek van Israël: 987007445149505171
- Nederlandse Thesaurus van Auteursnamen: 340009209
- Système universitaire de documentation: 186271018
- Virtual International Authority File: 95092189
- WorldCat: E39PBJhdc4PY4HfjYQxGfh6BT3